# Columba rupestris
Il piccione selvatico orientale, piccione di collina o piccione torraiolo orientale (Columba rupestris Pallas, 1811) è un uccello della famiglia Columbidae, diffuso nelle zone rupestri sia interne che costiere dell'Asia centro-orientale, dove costituisce la specie vicariante del più noto piccione selvatico occidentale (Columba livia), capostipite dei piccioni domestici.

## Descrizione
Questo piccione è sostanzialmente identico, per aspetto e dimensioni, alla sua controparte occidentale, al pari della quale presenta un piumaggio grigio ardesia chiaro con iridescenze verdi e porporine sul collo, barre alari nere, becco nero, iride giallo-aranciata e zampe rosse; suo unico tratto distintivo è costituito dalla colorazione delle timoniere, che presentano una doppia bordatura bianca e nera anziché solo nera.

## Biologia
Anche nel comportamento le due specie sono estremamente simili, frequentano gli stessi ambienti (falesie rocciose a varie quote e occasionalmente anche edifici) e la loro alimentazione è simile.
Nonostante l'estrema somiglianza superficiale, il piccione selvatico orientale e quello occidentale sono due specie geneticamente distinte, come già dimostrato da Alessandro Ghigi che provò a incrociarle ottenendo ibridi solo parzialmente fertili perché gonomonarrenici, ossia la cui fertilità era limitata agli individui di sesso maschile.